# Ophioderma januarii
Ophioderma januarii är en ormstjärneart som beskrevs av Christian Frederik Lütken 1856. Ophioderma januarii ingår i släktet Ophioderma och familjen Ophiodermatidae. Inga underarter finns listade i Catalogue of Life.